# Apocrypta macroseta
Apocrypta macroseta är en stekelart som beskrevs av Ulenberg 1985. Apocrypta macroseta ingår i släktet Apocrypta och familjen fikonsteklar. Inga underarter finns listade i Catalogue of Life.